# Cunhinga
Cunhinga ist eine Kleinstadt (Vila) und ein Landkreis in Angola, im Südwesten Afrikas.

## Geschichte
Unter portugiesischer Kolonialherrschaft trug der Ort den Namen Vouga, nach dem portugiesischen Fluss Rio Vouga. Nach der Unabhängigkeit Angolas 1975 erhielt der Ort seinen heutigen Namen.

## Verwaltung
Cinhinga ist Sitz eines gleichnamigen Landkreises (Município) in der Provinz Bié. Der Kreis hat 43.000 Einwohner (Schätzung 2012) auf einer Fläche von 1509 km².
Folgende Gemeinden (Comunas) liegen im Kreis Cunhinga:
- Cunhinga
- Belo Horizonte

## Bildung
Nach dem Ende des Angolanischen Bürgerkriegs 2002 und den einsetzenden Wiederaufbauprogrammen einige Jahre später wurden auch im Kreis Cunhinga zahlreiche Schulen renoviert oder neu errichtet. Im Jahr 2013 unterrichteten 1230 Lehrer an etwa 200 Grundschulen und weiterführenden Schulen im Kreis 56.200 Schüler.